# Koromači-Boškini
Koromači-Boškini – wieś w Słowenii, w gminie miejskiej Koper. Według Urzędu Statystycznego Słowenii 1 stycznia 2018 roku miejscowość liczyła 23 mieszkańców.